# Josune Bereziartu
Josune Bereziartu Urruzola (* 19. ledna 1972 Lazkao) je španělská lezkyně, která několikrát po sobě posunula hranici ženského lezení ve skalách.

## Výkony a ocenění
- 2003: Golden Piton Award (Sport)[3]
- 2006: jako první lezec získala mezinárodní ocenění Salewa Rock Award za výkony ve skalách

### Skalní lezení

#### RP
8b+
- 1997: první španělský ženský přelez 8b+

8c
- 1998: Honky Tonky, Araotz, Španělsko — první ženský přelez 8c

8c+
- 2001: Noia, Andonno, Itálie — první ženský přelez 8c+
- 2003: Na Nai, Baltzola, Španělsko
- 2007: Powerade, Vadiello, Španělsko

9a
- 2002: Bain de Sang, Saint-Loup, Švýcarsko — první ženský přelez 9a[4]
- 2004: Logical Progression, Jo Yama, Japonsko

9a+
- 2005: Bimbaluna, Saint-Loup, Švýcarsko — první ženský přelez 9a+

#### OS
8b
- 2004: Steroid Performa, Japonsko
- 2005: La Réserve, St Léger, Francie
- 2005: Fuente de energia, Valdiello, Španělsko

8b+
- 2006: Hidrofobia, Montsant, Španělsko

### Bouldering
8A+
- 2003: Solaris, Baltzola, Španělsko

8B
- 2002: Travesia De Balzola, Baltzola, Španělsko
- 2003: E la Nave va Lindental, Švýcarsko

### Závody
| Mistrovství světa | Mistrovství světa | Mistrovství světa | Mistrovství světa |
| Rok               | 1995              | 1997              | 1999              |
| ----------------- | ----------------- | ----------------- | ----------------- |
| Obtížnost         | 24                | 15                | 8                 |

| Světový pohár | Světový pohár   | Světový pohár | Světový pohár   | Světový pohár | Světový pohár        | Světový pohár | Světový pohár | Světový pohár |
| Rok           | 1993            | 1994          | 1995            | 1996          | 1997                 | 1998          | 1999          | 2000          |
| ------------- | --------------- | ------------- | --------------- | ------------- | -------------------- | ------------- | ------------- | ------------- |
| Obtížnost     | 55-57           | 0             | 25              | 26            | 18                   | 8             | 7             | 35            |
| jednotlivě*   | 23-25,-,-,-,-,- | 34,55,-,-     | -,12-14,-,23-24 | -,-,16        | 12,31-32,15,21,26-26 | 5,7,-         | 14,5,6,14     | -,-,-,-,16-22 |
|               |                 |               |                 |               |                      |               |               |               |
| Bouldering    | —               | —             | —               | —             | —                    | —             | 14            | —             |
| jednotlivě*   | —               | —             | —               | —             | —                    | —             | -,-,-,14,-,   | —             |
|               |                 |               |                 |               |                      |               |               |               |
| Kombinace     | —               | —             | —               | —             | —                    | —             | 9             | —             |